# Kupjak
Kupjak és una localitat de Croàcia que es troba al Comtat de Primorje – Gorski Kotar i pertany al municipi de Ravna Gora. Es troba al nord-est de Zalesina, al nord de Leskova Draga i Stari Laz, a l'oest de Hlevci i al nord-oest de Šije i Ravna Gora.